# Octárna
Octárna (někdy též vodní nádrž Obecnice) je vodní nádrž na Obecnickém potoce asi 5 kilometrů severozápadně od Příbrami, na území bývalého vojenského újezdu Brdy, nyní na území obce Obecnice.

## Historie
Octárna byla založena v 18. stol. Roku 1962 byla upravena a rozšířena na dnešní výměru 11 ha a prohloubena na maximální hloubku 11,5 m.
Nádrž slouží pro zásobování příbramské aglomerace a zabezpečení minimálních průtoků pod hrází.

## Zajímavosti
Do Octárny se stéká mnoho malých rašelinných potůčků, což je příčinou kyselosti vody v nádrži (pH = 4). I to je důvod proč se zde nikdy nezdařila výsadba ryb. I přesto se v Obecnickém potoce ještě 50 m metrů před vtokem do Octárny vyskytují např. pstruzi nebo okouni. Další zajímavostí je, že Octárna je jediné místo Čechách kde roste orobinec stříbrošedý.